# Thomas de Brotherton
Pour les articles homonymes, voir Brotherton (homonymie).
Titre
Comte de Norfolk
16 décembre 1312 – 4 août 1338
(25 ans, 7 mois et 19 jours)
Thomas de Brotherton (1er juin 1300 – 4 août 1338), 1er comte de Norfolk, est le cinquième fils d'Édouard Ier, roi d'Angleterre, et l'un des demi-frères d'Édouard II. Avant sa mort en 1307, Édouard Ier a prévu d'accorder des terres à Thomas, mais ce n'est qu'en 1312 que ce dernier est créé comte de Norfolk par Édouard II. Thomas reçoit par ailleurs le titre honorifique de comte-maréchal en 1316. Il prend part à l'administration de son demi-frère, sert en tant que régent pendant ses absences et, en 1322, l'aide à écraser la rébellion des barons. Thomas entre pourtant à partir de cette date en conflit avec le roi, en raison des faveurs qu'accorde celui-ci à son favori Hugues le Despenser. 
En 1326, Thomas soutient le soulèvement conduit par la reine Isabelle et Roger Mortimer, qui conduit à la destitution d'Édouard II. Globalement discret sous le nouveau régime, il appuie passivement une révolte avortée en 1329 mais ne s'attire pas les foudres des régents. À partir de 1330, le comte de Norfolk acquiert une influence plus importante dans le gouvernement lorsque son neveu Édouard III atteint l'âge de gouverner seul. Par la suite, il le sert au cours de plusieurs ambassades et campagnes militaires. Mort prématurément en 1338, il a pour héritière sa fille aînée Marguerite.

## Biographie

### Enfance
Thomas de Brotherton est le premier fils issu du mariage du roi Édouard Ier d'Angleterre et de sa seconde épouse Marguerite de France, fille du roi Philippe III le Hardi. Il est né le 1er juin 1300 au manoir de Brotherton, situé dans le Yorkshire, alors que sa mère se rend à Cawood pour y accoucher. Selon l'historienne Lisa Hilton, Marguerite se trouve au château de Pontefract et est en train de suivre une chasse lorsque les premières douleurs ont lieu. Le chroniqueur William Rishanger affirme que l'accouchement a été difficile, ce qui a conduit Marguerite à prier l'âme de Thomas Becket. En remerciement, le nouveau-né est baptisé en l'honneur de Becket. Informé de la naissance de son fils, le roi Édouard accourt auprès de son épouse et présente le nourrisson aux barons dans deux berceaux. Un an plus tard naît un second fils, Edmond de Woodstock. Les deux garçons sont immédiatement pris en charge par des nourrices jusqu'à l'âge de six ans. Comme leurs parents, ils apprennent à jouer aux échecs et à pratiquer l'équitation. Ils ont régulièrement droit aux visites, dont celles de leur demi-sœur Marie. Leur mère Marguerite accompagne souvent leur père Édouard Ier lors de ses campagnes militaires en Écosse mais s'informe de leur bien-être. 
En août 1306, Édouard prévoit d'accorder à son fils Thomas une rente annuelle de 10 000 marcs ainsi que le titre de comte de Norfolk, à condition que le titulaire actuel Roger Bigod meure sans enfant. Bigod, dont les propres revenus s'élèvent à 6 000 marcs, décède en décembre de la même année et ses terres reviennent à la couronne, faute de descendant légitime. Le roi semble également avoir envisagé d'offrir le comté de Cornouailles à son dernier fils, Edmond. Mais Édouard Ier meurt le 7 juillet 1307, alors que Thomas a tout juste sept ans, et est remplacé par son fils aîné, Édouard II, issu de sa première union avec Éléonore de Castille. Thomas devient ainsi l'héritier au trône de son frère jusqu'à la naissance de son neveu, le futur Édouard III, le 13 novembre 1312. En septembre 1310, Édouard II assigne conjointement à ses demi-frères Thomas et Edmond les terres de Roger Bigod. En revanche, il a préféré remettre dès le 6 août 1307 la Cornouailles à son propre favori, Pierre Gaveston. Finalement, le 16 décembre 1312, le roi élève son frère Thomas au rang de comte de Norfolk et lui donne les terres de Bigod. Le nouveau comte est convoqué pour la première fois au Parlement le 8 janvier 1313, bien qu'il ne joue alors aucun rôle politique. Le 10 février 1316, Thomas est par ailleurs fait comte-maréchal, un titre auparavant détenu par Bigod.

### Soutien au régime d'ÉdouardII
À la suite de la mort de leur mère Marguerite le 14 février 1318, Thomas et son frère cadet Edmond sont désignés comme ses exécuteurs testamentaires. En août 1318, les deux frères agissent en tant que témoins au cours de la signature du traité de Leake, qui scelle la réconciliation entre leur demi-frère Édouard II et le comte de Lancastre. La même année, le roi les charge d'accueillir dans leur suite Édouard Balliol, prétendant au trône d'Écosse. Lorsque son frère Édouard entame des préparatifs dans le nord pour une prochaine invasion de l'Écosse, le comte de Norfolk reçoit la garde du royaume et est nommé régent. À cette occasion, Thomas appelle le 24 mars 1319 le Lord-maire de Londres John de Wengrave, l'évêque de Winchester John Sandale et le comte de Pembroke à discuter au sujet de la tenue d'élections et de la nomination de nouveaux dignitaires au sein de la capitale. Il leur suggère de résoudre entre eux leur différend, sans quoi il tranchera lui-même le conflit au palais de Westminster. Par la suite, les trois hommes parviennent à trouver un terrain d'entente. À l'été 1319, Édouard II décide enfin de partir assiéger la ville écossaise de Berwick et lève une armée conséquente. Norfolk est convoqué dans l'ost royal et adoubé le 15 juillet 1319, mais le siège de Berwick demeure infructueux. Par la suite, le jeune comte accompagne son frère en France entre le 19 juin et le 22 juillet 1320, où Édouard rend hommage au roi de France Philippe V le Long pour ses possessions en Aquitaine.
En mars 1321, Norfolk tente vainement de négocier au nom du roi avec le comte de Hereford, qui mobilise dangereusement des troupes avec ses alliés dans les Marches galloises contre le nouveau favori royal, Hugues le Despenser le Jeune. Après l'échec de pourparlers, Thomas occupe le 16 mars le château de Builth, afin d'empêcher Hereford de s'en emparer. En avril suivant, il condamne au nom du roi le baron Hugh Audley pour avoir précipitamment quitté la cour sans autorisation. Les tensions finissent par aboutir en mai 1321 à l'éclatement d'une révolte, la guerre des Despenser. Alliés au comte de Lancastre, les seigneurs des Marches mènent leur armée devant Londres et imposent en août 1321 le bannissement de la famille Despenser. Dès le mois d'octobre, pourtant, Édouard II prépare sa riposte contre les rebelles. Il charge les comtes de Norfolk, de Pembroke et de Richmond d'assiéger le château de Leeds, alors aux mains des insurgés. En janvier 1322, Thomas et son frère Edmond rejoignent l'armée royale et participent à l'écrasement du soulèvement dans les Marches galloises. Norfolk est particulièrement actif au cours des discussions concernant la reddition du rebelle Roger Mortimer. Mortimer obtient de Thomas l'assurance qu'aucun mal ne lui sera fait mais est promptement incarcéré à la tour de Londres. Enfin, le comte de Norfolk est présent dans l'ultime offensive dans le nord, qui se solde par la défaite et la mort des comtes de Lancastre et de Hereford.

### Hostilité aux Despenser
Une fois l'insurrection écrasée en mars 1322, le roi Édouard détourne son attention vers l'Écosse, où il entame une nouvelle expédition à partir de juillet 1322. Norfolk emmène son contingent lors de l'offensive royale infructueuse. Par la suite, Thomas semble apparemment perdre les faveurs du roi. En août 1323, il est contraint de renoncer à son autorité sur la ville de Chepstow, située dans les Marches, à moins qu'il ne verse une rente annuelle de 200 livres au favori royal, Despenser le Jeune. L'année suivante, il doit abandonner une recette de 800 livres concernant la poursuite d'impôts ainsi que tous ses droits sur Chepstow. Thomas est ensuite temporairement privé par Édouard II de son poste de comte-maréchal, après que des juges royaux aient appris que Norfolk avait délégué dans le Lancashire l'exercice de sa charge sans l'autorisation de son frère. Il est condamné à une amende de 100 livres et est sévèrement réprimandé par le roi, qui le menace de lui retirer définitivement ses titres s'il vient à négliger à nouveau son poste. Toutefois, l'attitude d'Édouard à l'égard de son frère change lorsqu'il se met à redouter une invasion menée depuis la France par Roger Mortimer, évadé de Londres et fermement déterminé à annihiler les Despenser. De ce fait, Norfolk reçoit en janvier 1326 200 livres provenant des revenus confisqués à l'évêque de Norwich William Airmyn. En mai de la même année, Thomas est nommé capitaine royal du Norfolk et se voit confier la surveillance des côtes de l'est de l'Angleterre face à une éventuelle invasion. Il obtient en outre du roi l'administration de terres saisies aux rebelles qui se sont enfuis en France.
Néanmoins, Thomas de Bortherton semble être demeuré secrètement en contact avec la cour de France, où sont réfugiés la reine Isabelle, qui a rompu toute relation avec son époux Édouard II et s'est alliée avec Roger Mortimer, et son propre frère Edmond qui, bien que créé comte de Kent par le roi, est devenu également victime de l'avarice des Despenser. Les rebelles débarquent finalement le 24 septembre 1326 sur les terres du comte de Norfolk, à l'embouchure de la rivière Orwell, mais Thomas ne leur oppose aucune résistance et les accueille avec allégresse. Cette défection s'avère décisive pour le parti des insurgés, qui ne rencontrent par la suite aucune opposition au cours de leur campagne militaire contre le roi Édouard et les Despenser. Norfolk ordonne à ses propres vassaux de piller tous les biens appartenant à Despenser le Jeune et à son allié, le comte d'Arundel. Il obtiendra plus tard un pardon royal pour cette conduite de pillages. Désormais fermement rallié au camp de sa belle-sœur, Thomas est présent pendant la marche des rebelles vers l'ouest et assiste au siège de la ville de Bristol, qui capitule dès le 26 octobre. Le même jour, il est l'un des barons qui proclament le futur Édouard III, alors prince héritier, régent d'Angleterre en l'absence de son père, qui s'est enfui avec Despenser le Jeune dans les Marches galloises pour y lever sans succès une armée. Le 27 octobre, les comtes de Norfolk et de Kent figurent parmi les juges condamnant à mort Hugues le Despenser l'Aîné. Le 24 novembre, les deux frères apparaissent une nouvelle fois à Hereford au sein d'un tribunal qui ordonne l'exécution de Despenser le Jeune.

### Rôle au cours de la régence de Mortimer
Les comtes de Norfolk et de Kent sont parmi les premiers nobles à être convoqués pour l'ouverture du Parlement le 7 janvier 1327. Au cours des sessions de l'assemblée, les membres présents conviennent de la déposition d'Édouard II en faveur de son fils aîné, proclamé roi sous le nom d'Édouard III le 25 janvier. Thomas et son frère cadet sont par ailleurs inclus dans le conseil de régence chargé de guider le nouveau souverain, alors âgé de seulement quatorze ans. Peu après le couronnement du nouveau monarque, qui a lieu le 1er février 1327, il devient évident aux yeux de tous que le pouvoir réside en réalité entre les mains de la reine-mère Isabelle et de son amant Roger Mortimer. En dépit de cette situation, le comte de Norfolk leur apporte son soutien et est en remerciement désigné comme l'un des commandants de l'armée anglaise qui mène en juillet 1327 une campagne désastreuse contre l'Écosse. Sa fonction de comte-maréchal lui est confirmée, malgré cet échec militaire cuisant qui pousse Mortimer à entamer des pourparlers de paix avec les Écossais. Afin de s'assurer de la loyauté de Thomas, Isabelle et Mortimer lui attribuent diverses missions. En outre, ils lui restituent Chepstow et lui donnent plusieurs ancien domaines des Despenser, ce qui fait augmenter son revenu annuel de 1 000 marcs. Enfin, Norfolk obtient la tutelle de plusieurs jeunes héritiers et favorise le mariage de son fils et héritier Édouard avec Béatrice, l'une des filles du régent Mortimer. Lors de cette cérémonie, célébrée à Hereford le 29 mai 1328, Roger Mortimer convie la plupart de la noblesse anglaise et offre un immense tournoi en l'honneur du roi Édouard III et de sa mère Isabelle.
Pourtant, le comte de Norfolk ne tarde pas à rallier l'opposition au nouveau régime. Même s'il est initialement hostile au chef de l'opposition Henri de Lancastre, qui fait assassiner froidement en octobre 1328 l'un de ses amis, le baron Robert de Holland, Thomas décide de soutenir le soulèvement de Lancastre dès le mois de décembre. Il se trouve à Londres ce même mois pour y entendre avec d'autres barons et prélats les griefs du comte de Lancastre à l'encontre de Roger Mortimer. Les comtes de Lancastre et de Norfolk se réconcilient formellement au cours de cette réunion. Les participants de cette assemblée promettent ensuite de libérer le jeune Édouard III de la tutelle oppressive de sa mère et de Mortimer, mais se dispersent dès janvier 1329 lorsque ce dernier mobilise son armée pour écraser le soulèvement. Avant qu'il ne marche sur la ville de Bedford, Mortimer réussit à recouvrer le soutien des comtes de Kent et de Norfolk, ce qui contraint Lancastre à se rendre. Thomas est exempté de l'amende exigée à la plupart des rebelles mais a perdu la confiance des régents. Ses présences à la cour se raréfient : il accompagne la reine Philippa de Hainaut le 17 février 1330 avant son couronnement à Westminster, puis est missionné en Aquitaine à l'été 1330. Pour autant, Norfolk n'est pas impliqué dans les intrigues qui agitent la fin de la régence de Mortimer. Par conséquent, il assiste impuissant à l'arrestation et l'exécution de son frère Edmond en mars 1330 pour complot contre les régents, puis fait preuve de neutralité face à la déchéance et la mise à mort de Roger Mortimer sur ordre de son neveu Édouard III en octobre de la même année.

### Dernières années et mort
En novembre 1330, Édouard III atteint officiellement sa majorité et prend en main le gouvernement du royaume d'Angleterre. Son oncle Thomas de Brotherton devient l'un de ses principaux conseillers. Norfolk participe dès avril 1331 à des échanges diplomatiques au nom de son neveu avec le roi de France Philippe VI de Valois. En juin 1331, il prend part avec le roi à un important tournoi tenu à Stepney. Édouard confie à Thomas plusieurs commandements, tout d'abord en Irlande, où il reçoit l'ordre de pacifier la population au sein de ses propres possessions, en particulier dans le comté de Carlow. En sa capacité de comte-maréchal, Thomas commande l'aile gauche de l'armée anglaise au cours de l'invasion de l'Écosse à la fin de mars 1333 et bat les Écossais pendant la bataille de Halidon Hill le 19 juillet suivant. Enfin, lors de ses dernières années, Norfolk reprend plusieurs commandements en Écosse, notamment à Perth en 1337. La même année, il lève des troupes galloises afin de servir son neveu en Écosse. Le chroniqueur Henry Knighton maintient que Thomas de Brotherton fait partie de l'entourage du roi Édouard III lorsque celui-ci se rend à Anvers au mois de juillet 1338, au début de la guerre de Cent Ans, mais cette information n'est corroborée par aucun autre auteur du XIVe siècle. Le comte de Norfolk meurt le 4 août 1338 au château de Framlingham et est inhumé dans l'abbaye de Bury St Edmunds. Son fils Édouard étant mort prématurément avant le 9 août 1334, c'est donc sa fille aînée Marguerite qui hérite du comté de Norfolk. Le poste de comte-maréchal est quant à lui transmis à William Montagu, un compagnon d'armes et proche conseiller d'Édouard III.
Malgré son retour en faveur sous le règne personnel de son neveu, Thomas de Brotherton a conclu pendant les années 1330 plusieurs transactions foncières qui se sont révélées désavantageuses. Dès 1332, il s'est vu contraint de renoncer à une grande partie des terres qu'il avait obtenues en 1327 au détriment des Despenser. Bien qu'Édouard III ait accepté de les lui rétrocéder, elles demeurèrent en revanche réversibles à la couronne dès sa mort et furent ultérieurement confiées à Guillaume de Bohun, un ami du roi. La même année, Bohun a consenti à prendre en charge la gestion de certaines de ces terres, en retour d'un paiement annuel de 800 livres à Norfolk, mais ce dernier y a ensuite renoncé en 1336 en échange d'un paiement unique de ses droits, comme il en avait lui-même été victime en 1324 de la part de Despenser le Jeune. De surcroît, en vertu de contrat de mariage de sa fille cadette Alice avec Edward Montagu, fils du conseiller du roi Édouard, Thomas a cédé en 1333 à William Montagu la jouissance de tous ses biens irlandais ainsi que de quelques domaines en Angleterre pour une période de quinze années. Ces nombreuses transactions démontrent que Thomas était négligent voire incapable de défendre ses possessions contre les prétentions d'autrui. Enfin, le comte de Norfolk s'est retrouvé en conflit avec son propre neveu au sujet de la discipline de sa retenue, qui a commis plusieurs infractions. Le roi, mis au courant des multiples cas de délits et de transgressions provoqués par la suite de son oncle, a demandé à Thomas de répondre de cette attitude. En définitive, Norfolk s'est vu prié en 1337 de remettre en ordre sa propre retenue et s'est soumis à la justice royale.

## Mariages et descendance
Thomas de Brotherton épouse en premières noces, probablement aux alentours de 1321, Alice de Hales, fille de Roger de Hales, coroner de Norfolk chargé de percevoir et de protéger les impôts du roi, et d'Alice Skogan. Le mariage d'un membre de la famille royale anglaise avec une femme d'un rang franchement inférieur – sans doute issue de la gentry du Norfolk – est alors inhabituel en ce début du XIVe siècle. Leur union produit néanmoins trois enfants :
| Nom                                                           | Date de naissance | Date de décès            | Notes                                          |
| ------------------------------------------------------------- | ----------------- | ------------------------ | ---------------------------------------------- |
| Marguerite de Norfolk, 2e comtesse et 1re duchesse de Norfolk | vers 1322         | 24 mars 1399             | Épouse (1) John Segrave, (2) Wauthier de Masny |
| Édouard de Norfolk                                            | vers 1323         | avant le 9 août 1334     | Épouse Béatrice Mortimer                       |
| Alice de Norfolk                                              | vers 1324         | avant le 30 janvier 1352 | Épouse Edward Montagu                          |

Alice de Hales meurt avant le 12 octobre 1330, date à laquelle une fondation est créée pour le salut de son âme à Bosham, dans le Sussex. Thomas de Brotherton se remarie ensuite avant le 28 mars 1335 avec Mary de Brewes, veuve du baron Ralph de Cobham et fille de Peter de Brewes et de son épouse Agnès de Clifford. Ils n'ont cependant aucun descendant de leur union.